# Чоколада (филм)
Чоколада је филм снимљен 2000. по роману „Чоколада“ књижевнице Џоане Харис. Описује причу младе мајке (Вијан Рошер, игра је Жилијет Бинош) која долази у измишљено француско село Ланкен сус Тан са шестогодишњом кћерком Анук и отвара малу продавницу чоколаде (La Chocolaterie Maya). Вијанина чоколада убрзо почиње да мења животе мештана.
Филм је сниман у бургундском селу Флавињи сир Озерен.

## Радња
Када Вијан (Жилијет Бинош), тајанствена странкиња, стигне са ћерком у миран француски градић у зиму 1959. године, нико није могао ни да замисли који ће утицај она и њена кћи имати на ту заједницу чврсто укорењену у традицију.
За неколико дана, Вијан отвара врло необичну продавницу чоколаде, препуну слаткиша којима је тешко одолети, и то одмах преко пута цркве. Њена способност да препозна тајне жеље својих купаца и задовољи их с тачно одабраним слаткишем, нагони грађане да попусте искушењу. Тамошњи племић и самопроглашени вођа града запањен је искушењима које Вијан поставља пред локално становништво са својим деликатесима. У бојазни да ће то уништити морал становништва у његовом граду, супротставља се Вијан те покушава грађанима забранити улазак у њену радњу, надајући се да ће је то заувек отерати из њиховог града.
Али у градић долази још један странац, згодни Роукс (Џони Деп), те он и његови људи удружује снаге са Вијан да ослободе град, па тако долази до драматичног сукоба између оних који преферирају старе навике и оних који уживају у новооткривеном укусу ужитка.

## Улоге
| Глумац               | Улога            |
| -------------------- | ---------------- |
| Жилијет Бинош        | Вијан            |
| Викторија Тибисол    | Анук             |
| Алфред Молина        | гроф де Ренауд   |
| Кари-Ен Мос          | Каролина Клермон |
| Џуди Денч            | Арманда Вуазан   |
| Џони Деп             | Роукс            |
| Антонио Гил Мартинез | Жан-Марк Дру     |
| Хелена Кардона       | Франсоас Дру     |
| Хју О'Конор          | отац Хензи       |
| Гилан Конел          | Диди Дру         |
| Лена Олин            | Жозефина Мускат  |
| Елизабет Комелин     | Ивет Каомарсо    |
| Петер Стормаре       | Сергеј Мускат    |
| Рон Кук              | Алфонсо Марсо    |